# Ernesto Reséndiz López
Ernesto Reséndiz López (Ciudad de México, 7 de diciembre de 1971) es un ingeniero industrial, empresario y conferencista mexicano, con más de 28 años de experiencia en el ámbito de la educación financiera y el desarrollo de negocios, también llamado desarrollo empresarial.
A lo largo de su carrera, Ernesto Reséndiz ha desarrollado metodologías enfocadas en resolver los desafíos financieros contemporáneos y ha impulsado iniciativas orientadas al crecimiento de nuevas empresas, con el objetivo de fortalecer la gestión financiera tanto a nivel personal como organizacional, reduciendo la dependencia de financiamientos externos.
Su trabajo y sus metodologías han sido difundidas en diversos medios nacionales e internacionales, lo que le ha conferido relevancia en el sector empresarial. En 2012, participó en el Foro de Desarrollo Económico Sustentable, organizado por la Facultad de Ingeniería de la Universidad de Ciencias Aplicadas del Noreste de Suiza, donde colaboró con el Dr. Bernard Lietaer, economista estudioso del sistema monetario.
Su labor ha sido reconocida con diferentes distinciones. En 2018, recibió la Medalla a la Excelencia Profesional por su contribución a la  reactivación económica de México. En 2022, fue galardonado en Dubái por la Global Quality Foundation, en reconocimiento a su trabajo en el ámbito empresarial y la educación financiera.
Actualmente, Ernesto Reséndiz es CEO de Smart+, empresa fundada en 2010 y dedicada a impulsar modelos de negocio que favorecen la plenitud financiera y el emprendimiento en México.

## Biografía
Nacido en la Ciudad de México, Ernesto Reséndiz López pasó parte de su infancia en Guadalajara, ciudad que influyó en su formación e interés por el mundo de las finanzas y negocios, en parte por las enseñanzas de su padre. En 1993, se graduó en Ingeniería Industrial en la Universidad Panamericana, Campus Guadalajara, y, posteriormente, amplió su formación en el Instituto Panamericano de Alta Dirección de Empresa (IPADE).
Estas bases académicas le permitieron adentrarse en el emprendimiento y enfrentar los desafíos del entorno empresarial mexicano en épocas de cambio y crisis financiera.

## Carrera profesional e inicios empresariales
Tras concluir sus estudios, Reséndiz López fundó The Book and Family Corporation, una empresa dedicada a la distribución de libros infantiles de la editorial canadiense Tormont, aprovechando los beneficios del Tratado de Libre Comercio para la importación de mercancías desde Estados Unidos y Canadá. La empresa operó en Celaya durante siete años y esta experiencia en el sector le permitió identificar oportunidades y desafíos inherentes al comercio internacional.
En diversas conferencias, Reséndiz ha señalado que el negocio tuvo un crecimiento inicial significativo; sin embargo, la falta de conocimientos sobre administración financiera y el uso de crédito afectaron su estabilidad económica. Asimismo, la crisis financiera de México en 1994 impactó las ventas de la empresa y generó dificultades monetarias, aunque el negocio continuó operando con un menor volumen de ventas.
En el año 2000, se asoció con Hotel Express Internacional para comercializar membresías de descuento dirigidas a hoteles en la Ciudad de México, convirtiéndose en el distribuidor exclusivo de esta ciudad. Este emprendimiento permitió a Reséndiz explorar nuevos nichos de mercado y desarrollar nuevas habilidades empresariales. La venta de estas membresías tuvo un desempeño favorable durante cinco años; no obstante, en 2005 enfrentó retos derivados de la crisis financiera de 1994 y de la transformación digital que afectó al comercio electrónico.
La crisis financiera resultó en el cierre de ambos negocios y la acumulación de deudas pendientes, lo que llevó a Reséndiz a vender sus bienes. Posteriormente, tuvo acceso a un ‘Plan de Inversión Personal’, a partir del cual reflexionó sobre la importancia de la gestión financiera y el impacto de la administración de las ganancias para obtener estabilidad económica.

## Formación en educación financiera y metodologías innovadoras
Las dificultades experimentadas en estos primeros proyectos empresariales le motivaron a profundizar su aprendizaje en finanzas, reconociendo que el conocimiento sobre el manejo adecuado de los ingresos era fundamental para la sostenibilidad de cualquier negocio. Tras un periodo de tres años, Ernesto Reséndiz logró estabilizar su situación económica.
Después de esta experiencia, Reséndiz observó que la falta de educación financiera era un desafío común entre emprendedores, quienes, tras alcanzar el éxito, enfrentaban dificultades para mantener sus ganancias, por lo que decidió compartir los conocimientos adquiridos con más personas y ayudarlos a evitar errores comunes.
En 2008, fundó el Instituto de Educación Financiera, con el objetivo de brindar formación en este rubro y ofrecer asesoría empresarial. Este proyecto representó el inicio de su labor en la educación financiera.
Posteriormente, Ernesto Reséndiz López encontró en la lectura una fuente de aprendizaje para el desarrollo de estrategias financieras, y tras conocer la metodología presentada en el libro El día en que les di un millón de dólares a mis hijos, de Marcelo Perazzolo, decidió aplicar sus principios en su propio enfoque de educación financiera.
A partir de estas ideas, diseñó el “Plan de Transformación Financiera”, una metodología diseñada para optimizar la administración de recursos personales y empresariales. Este sistema se basa en tres pilares fundamentales:
- Pago estratégico de deudas: dirigido a la reducción gradual de obligaciones financieras mediante la priorización y estructuración de pagos.
- Fomento del ahorro: creación de hábitos de ahorro que permitan construir reservas económicas y evitar la dependencia del crédito.
- Inversión inteligente: orientación sobre la identificación de oportunidades de inversión que potencien la generación de ingresos a largo plazo.

Esta propuesta ha sido difundida a través de diversos medios especializados y se ha consolidado como una alternativa para quienes buscan estabilidad y crecimiento sin recurrir a endeudamientos excesivos.

## Iniciativas adicionales y modelos de negocio
Paralelamente, Reséndiz López ha impulsado modelos de negocio sustentables en su empresa Smart+, mediante la capacitación, la incubación de emprendimientos y el fomento de redes de colaboración entre empresarios. Entre los conceptos desarrollados en este marco se encuentran:
- UNISBC y Catálogo de Negocios: herramientas para identificar y conectar oportunidades empresariales.
- Incubadora de Negocios: espacios de asesoría y acompañamiento para el lanzamiento y consolidación de nuevos proyectos.

En 2012, Ernesto Reséndiz López participó en un foro global sobre desarrollo económico sustentable en Zúrich, Suiza, tras recibir una invitación del Dr. Bernard Lietaer, analista de economía global. Durante este encuentro, Reséndiz profundizó en los planteamientos de Lietaer, quien proponía modelos económicos basados en la cooperación comunitaria para afrontar desafíos financieros. 
Inspirado en estos principios, Reséndiz impulsó la creación de una red de apoyo financiero entre emprendedores, con el objetivo de facilitar la generación de conexiones trascendentes y, por ende, nuevos negocios.
Desde entonces, Ernesto Reséndiz López ha orientado su trayectoria hacia la búsqueda de alternativas financieras para el desarrollo empresarial. En colaboración con la Universidad de Granada, participó en el diseño y perfeccionamiento del modelo “Capitalización sin deuda”, un enfoque que propone estrategias para el crecimiento de negocios sin depender del financiamiento tradicional.
Esta metodología busca ofrecer a los emprendedores mayor estabilidad financiera al iniciar o consolidar sus proyectos, orientándolos hacia estrategias de crecimiento patrimonial y economía colaborativa, minimizando los riesgos asociados al endeudamiento. En sus primeros años, esta iniciativa logró un crecimiento sostenido, consolidándose como una alternativa para fortalecer la estabilidad económica de sus participantes. Por este motivo, el lema de la compañía, desde 2016, es: “Hagamos juntos que las cosas sucedan”.
Adicional a ello, se implementaron innovaciones como el pago de membresías con Bitcoins y una Agencia de Marketing en donde se ofrece diseño gráfico para beneficio de los negocios de los socios de la comunidad, así como un foro de televisión con alta tecnología, usado para transmitir presentaciones, contenido de valor, albergar reuniones de networking y clases presenciales de educación financiera y desarrollo empresarial con los socios locales.

## Filosofía empresarial y contribuciones
La filosofía empresarial de Ernesto Reséndiz se fundamenta en la convicción de que la educación financiera es un pilar esencial para el desarrollo personal y económico. Entre los principales postulados de su filosofía, destacan:
- Importancia de la capacitación: considera que la formación en finanzas y administración es indispensable para que emprendedores y empresarios tomen decisiones informadas y reduzcan la dependencia de préstamos.
- Crítica a la “falsa deuda buena”: rechaza la idea de que algunos créditos puedan ser beneficiosos sin un plan financiero claro, argumentando que todo endeudamiento sin estrategia puede comprometer la estabilidad de un negocio, razón por la que el 80 % de ellos cierra en menos de un año. Esto indica que al contraer una deuda para comenzar un negocio, las utilidades adquiridas se irán al pago de la deuda y, en el caso de negocios pequeños, existe un gran riesgo de no pagarla.
- Por ello, Ernesto Reséndiz fomenta la idea de que las personas deben contar con el capital suficiente antes de emprender, reinvertir las utilidades y así lograr que el negocio crezca. Bajo esta línea, la “deuda buena” está orientada a negocios grandes con un respaldo financiero y no a las finanzas personales o emprendimiento.
- Enfoque en la cooperación: promueve el trabajo colectivo y la creación de conexiones trascendentes, donde el intercambio de conocimientos y experiencias fortalece a los participantes y fomenta un ecosistema empresarial más resiliente.
- Gestión efectiva del tiempo: Ernesto Reséndiz tiene claro que dominar el tiempo es un recurso estratégico para los emprendedores, ya que permite optimizar la productividad y asegurar el equilibrio entre la vida personal y profesional. Por ello, fomenta la idea de que el emprendedor debe priorizar actividades que generen valor, delegando las que pueden ser realizadas por terceros.
- Por otro lado, la planificación y el establecimiento de objetivos diarios, semanales y mensuales ayudan a evitar la sobrecarga y estrés. Otro aspecto fundamental es el descanso y autocuidado para favorecer la creatividad y resiliencia ante los retos del mercado.[11]
- Desarrollo de habilidades en negociación: la negociación es una competencia clave en el entorno empresarial, por lo que requiere aprender a comunicarse de manera asertiva y empática identificando las necesidades y motivaciones, tanto propias como de la contraparte, para lograr acuerdos mutuos y beneficiosos.
- Ernesto Reséndiz remarca la importancia de desarrollar una capacidad de persuasión y flexibilidad para adaptarse a distintos contextos de la negociación. También enfatiza que la negociación es clave para construir alianzas estratégicas, donde la colaboración y el intercambio de recursos se convierten en herramientas para el crecimiento sostenible.[12]

Estas ideas se han reflejado en sus conferencias, talleres y cursos, que combinan teoría y práctica para lograr un cambio de mentalidad en la gestión de recursos y en el emprendimiento.
Además de la educación financiera, la filosofía de Ernesto Reséndiz López subraya el papel que desempeña la inversión en la creación de riqueza y estabilidad económica. Considera que, para tomar decisiones acertadas en este ámbito, es esencial comprender los diferentes vehículos de inversión y los riesgos asociados a cada uno. 
Por esta razón, sus programas de formación incluyen orientación sobre cómo identificar oportunidades de inversión alineadas con los objetivos personales y empresariales, fomentando un enfoque estratégico que priorice la rentabilidad a largo plazo sobre las ganancias inmediatas.
Asimismo, Reséndiz es fundador y socio de diversas plataformas digitales enfocadas en el desarrollo empresarial y la educación financiera, para ampliar el acceso a estos temas en sectores con limitadas oportunidades de formación, promoviendo la inclusión financiera como un factor clave en la reducción de desigualdades económicas.
A través de estas iniciativas, ha proporcionado a emprendedores y empresarios herramientas y conocimientos que les permiten tomar decisiones financieras informadas y gestionar sus negocios de manera eficiente para contrarrestar sus desafíos. El enfoque de Ernesto Reséndiz en la capacitación e implementación de modelos de negocio sustentables ha permitido la consolidación de numerosos proyectos productivos y la generación de empleo en diversas comunidades de México.
Además, sus iniciativas han contribuido a visibilizar la necesidad de reformar la cultura financiera en el país. El impacto de estas iniciativas se ha reflejado en la generación de oportunidades laborales y el crecimiento de nuevos negocios. Actualmente, su modelo ha facilitado la consolidación de más de 120 proyectos productivos, creando miles de empleos directos e indirectos. A través de estas acciones, su propuesta de transformación financiera se ha materializado en un cambio tangible dentro de diversas comunidades.

## Impacto en la comunidad mediante la educación financiera
Uno de sus principales programas, “Armonía Financiera”, busca generar conciencia sobre el impacto emocional de las deudas y la importancia de adoptar hábitos financieros saludables. 
Esta propuesta se complementa con el curso “Educación financiera para el mundo de hoy”,  donde los participantes aprenden a estructurar un Plan de Transformación Financiera con el objetivo de alcanzar estabilidad económica y desarrollar fuentes de ingresos sostenibles. La metodología aplicada en estos cursos combina teoría y práctica, permitiendo a los usuarios desarrollar habilidades financieras aplicables a su vida cotidiana. 
Más allá de la educación financiera, la propuesta de Ernesto Reséndiz busca generar un cambio de mentalidad en empresarios y emprendedores. Al combinar formación académica, acompañamiento estratégico y un entorno colaborativo, Reséndiz ha demostrado que la transformación económica es posible cuando se combina el aprendizaje con la acción estructurada. Su objetivo principal es guiar a las personas en el proceso de obtener un crecimiento económico sostenido y alcanzar la plenitud financiera.
Asimismo, en diversas ocasiones, Reséndiz ha manifestado que su mayor satisfacción proviene de ver a otras personas convertir sus ideas en negocios exitosos. Según sus propias palabras, su misión no solo radica en la generación de empleo, sino en brindar herramientas que permitan a otros transformar su relación con su dinero mediante estrategias como el ahorro, alcanzar sus metas y mejorar su calidad de vida.
En este sentido, lidera un equipo que trabaja en el fortalecimiento del ecosistema empresarial en México. El impacto de su trabajo se debe a su estilo de liderazgo transformacional, el cual impulsa en su empresa Smart+. Para Reséndiz, las empresas deben desempeñar un papel activo como agentes de cambio positivo, promoviendo un impacto económico y social sostenible.
A través de historias de éxito y testimonios de participantes en sus programas, Reséndiz busca demostrar que una correcta gestión del dinero no solo mejora la estabilidad económica, sino que también reduce el estrés financiero y contribuye al bienestar general, así como al desarrollo social. Con ello, refuerza su visión de que cada persona educada financieramente tiene el potencial de convertirse en un agente de cambio dentro de su entorno, promoviendo una cultura de responsabilidad y crecimiento económico compartido.

## Participaciones internacionales y reconocimientos
Ernesto Reséndiz López ha extendido su labor más allá del ámbito nacional, participando como conferencista en eventos y foros internacionales. Ha destacado como speaker en conferencias sobre educación financiera, abordando la importancia de la inclusión y el acceso equitativo al conocimiento económico, compartiendo estrategias para mejorar la gestión financiera personal y empresarial.
Su intervención en congresos y seminarios ha abarcado países como Japón, España, Corea, Argentina, Colombia, Perú, Brasil, Inglaterra y Canadá, lo que ha permitido la difusión de sus metodologías y estrategias en distintos contextos culturales y económicos.
Entre los eventos destacados se encuentra la convención realizada en Guadalajara, en 2021, que contó con la participación de 2500 asistentes interesados en la educación financiera y el desarrollo empresarial. Asimismo, su presencia en foros internacionales ha contribuido a fortalecer la imagen de México como un referente en innovación en materia de finanzas personales y empresariales.
Además, Reséndiz ha compartido su visión en instituciones como la Universidad del Valle de México Campus Querétaro, el Instituto Tecnológico de México Campus Durango y la Expo Emprendedores de la Universidad Autónoma de Tlaxcala. Igualmente, se presentó en ITACA, Escuela Superior de Negocios en la Ciudad de México, y en el Instituto Tecnológico Superior de Santa María del Oro, en Durango.
También fue conferencista en la Semana Nacional del Emprendedor en la Ciudad de México en 2017 y 2018, así como en el Encuentro de Líderes Latinoamericanos en Los Mochis, Sinaloa, en 2018. En 2019 y 2022, participó en Talent Land en Guadalajara, y en 2018, lideró la Virtual Master Class Ser & Emprender.
En cuanto a reconocimientos, se destacan:
- Medalla a la Excelencia Profesional (2018): otorgada en reconocimiento a su contribución a la reactivación económica de México.
- Galardón de la Global Quality Foundation (2022): reconociendo su impacto en el ámbito empresarial y en la educación financiera.